# Пахарівка (станція)
Пахарівка — пасажирська залізнична станція Кримської дирекції Придніпровської залізниці. Була відкрита 1935 року. Розташована у однойменному селі на неелектрифікованій лінії Джанкой — Армянськ між станціями Воїнка (15 км) та Богемка (10 км).
Станція має зал очікування, обладнаний квитковими касами. Приміські поїзди вирушають в Армянськ і Феодосію.